# 마쓰다이라 가게타다
마쓰다이라 가게타다(일본어: 松平景忠, 1541년 ~ 1593년 7월 1일)는 센고쿠 시대의 무장이다. 마쓰다이라 다다쓰구의 아들로, 고이 마쓰다이라가 제5대 당주이다.
1560년(에이로쿠 3년) 마쓰다이라 모토야스(도쿠가와 이에야스)의 마루네 공격(丸根攻め) 이후, 이에야스에게 사관했다. 1592년(분로쿠 원년)의 히젠 나고야성 출진까지 충의를 다했다. 1593년 53세로 죽었다. 장지는 아이치현 가마고리시 고이(五井)의 죠센지(長泉寺)이다.
| 전임 마쓰다이라 다다쓰구 | 제5대 고이 마쓰다이라가 당주 | 후임 마쓰다이라 고레마사 |